# Robotska percepcija
Robotska percepcija je podoblast nauke o robotici koja ima za cilj da obezbedi senzorske sposobnosti robotima. Robotska percepcija pruža robotima mogućnost da osete svoje okruženje i obično se koristi kao povratna informacija kako bi se robotima omogućilo da prilagode svoje ponašanje na osnovu senzornog unosa. Robotska percepcija uključuje mogućnost da se vidi, dodiruje, čuje i pomera i povezane algoritme za obradu i korišćenje povratnih informacija o životnoj sredini i senzornih podataka. Ona je važna u aplikacijama kao što su automatizacija vozila, robotska protetika i za industrijske, medicinske, zabavne i obrazovne robote.

## Spoljašnje veze
- Mediji vezani za članak Robotska percepcija na Vikimedijinoj ostavi